# Los Negros (wyspa)

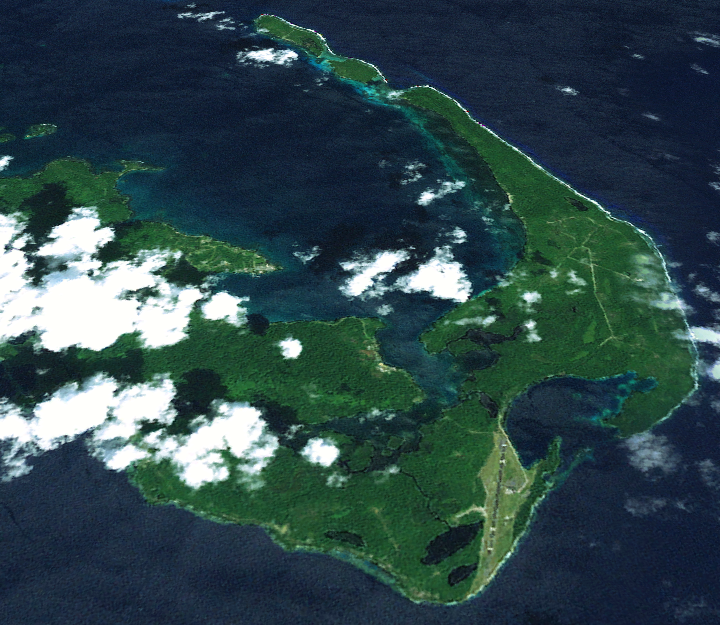
Wyspa Los Negros na zdjęciu satelitarnym

Los Negros – trzecia co do wielkości wyspa archipelagu Wyspy Admiralicji, należącego do państwa Papua-Nowa Gwinea i jednocześnie największa z łańcucha wysepek, który zaczyna się u wschodniego krańca Manus i dalej rozciąga się na północ i północny zachód, tworząc naturalny falochron osłaniający obszerną Zatokę Seeadlera na północnym wybrzeżu Manus.
Los Negros niemal przylega do wschodniego wybrzeża Manus; wąski kanał przecina most, przez który biegnie droga łącząca stolicę prowincji Manus, miasto Lorengau, z lotniskiem Momote położonym na Los Negros. Lotnisko zbudowali w czasie II wojny światowej Japończycy. W lutym i marcu 1944 roku było miejscem lądowania Amerykanów w pierwszych dniach walk o Wyspy Admiralicji.
Wyspa ma nieregularny kształt. W środkowej części zwęża się do kilkuset metrów, gdzie przed laty miejscowi rybacy zbudowali rodzaj pochylni do przeciągania łodzi pomiędzy zatokami Hyane na wschodzie i Papitalai na zachodzie. Z północy na południe wygięta w kształcie kosy wyspa rozciąga się na około 11 km, a ze wschodu na zachód na około 3 km, ale tylko w jej południowej, najbardziej rozbudowanej części.
Na północy leżą dawne plantacje Papitalai i Salamei (obecnie wioska Moakareng lub Mokareng) oraz miejscowość Lombrum, gdzie istnieje baza marynarki wojennej Papui-Nowej Gwinei i powoli rozwija się przemysł turystyczny. Do lokalnych atrakcji należą Jaskinie Loniu, gdzie podczas wojny chronili się przed bombardowaniami mieszkańcy wyspy oraz dawna główna kwatera generała MacArthura z licznymi zabytkami z okresu II wojny światowej.
Rozwój turystyki spowolniony został pod koniec pierwszej dekady XXI wieku wraz z zamknięciem bazy nurkowej w Papitalai i rosnącymi cenami biletów lotniczych, co było związane z ogólnoświatowym kryzysem gospodarczym.
| Nazwa miejscowości | Liczba ludności | Opis                            |
| ------------------ | --------------- | ------------------------------- |
| Moakareng          | ok. 400         | Opuszczone lotnisko wojskowe    |
| Lombrun            | ok. 1100        | Baza Marynarki Wojennej PNG     |
| Momote             | ?               | Port Lotniczy Prowincji Manus   |
| Papitalai          | ok. 1000        | Dawna misja katolicka           |
| Loniu Mission      | ok. 1000        | Most łączący Los Negros i Manus |